# Hauts Plateaux (Algérie)
Pour les articles homonymes, voir Hauts-Plateaux.

Localisation des Hauts Plateaux

Les Hauts Plateaux d'Algérie (en arabe : الهضاب العليا), connus aussi comme Hautes Plaines ou la steppe algérienne, sont un relief bordant l'Atlas tellien au nord et l'Atlas saharien au sud. Ils parcourent en diagonale l'Algérie de la frontière marocaine à celle de la Tunisie à une altitude moyenne de 1 000 m.
Ils sont constitués de deux grands ensembles : les steppes algéro-oranaises et les hautes plaines du Constantinois, plus humides. La végétation est de type steppique. Les étés sont généralement arides et les hivers rigoureux.

## Géographie

### Situation

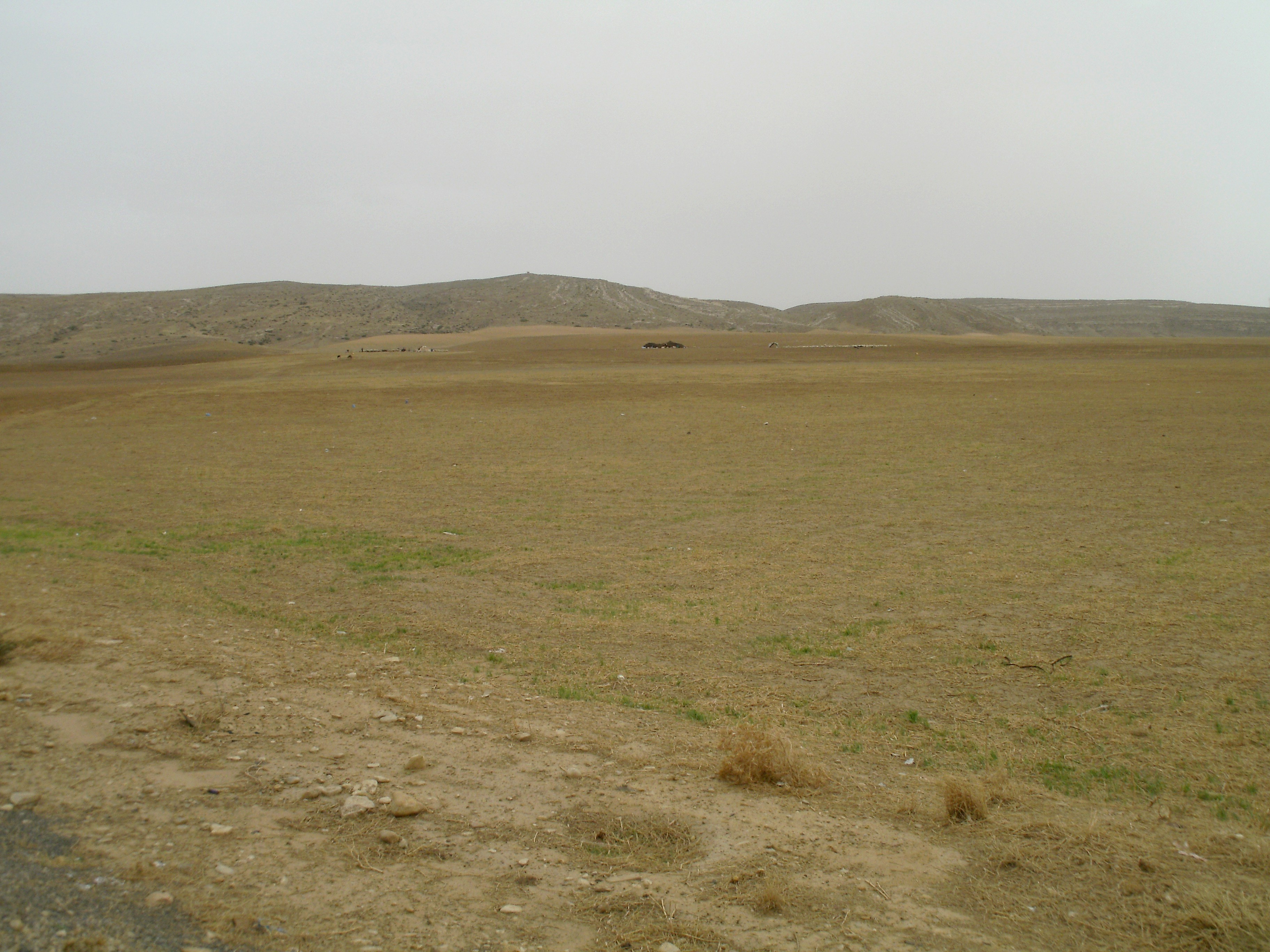
Paysage du Sersou près de Tissemsilt

Les Hauts Plateaux sont situés entre l'Atlas tellien (Tell algérien) au Nord et l'Atlas saharien au Sud, de la frontière du Maroc à celle de la Tunisie, à des altitudes plus ou moins importantes de 900 à 1 200 m. Ils couvrent une superficie globale de 20 millions d'hectares. Ils s'élargissent de quelque cent kilomètres dans le Constantinois à plusieurs centaines de kilomètres à la frontière marocaine.
Ils sont constitués de dépressions salées, chotts ou sebkhas et ils sont séparés du Sahara par l'Atlas saharien, qui forme une succession de chaînes au caractère aride. Deux grands ensembles sont distingués :
- les steppes occidentales, qui sont situées dans le Sud oranais et le Sud algérois. L'altitude de ces hautes plaines décroît du Djebel Mzi à l'Ouest à la dépression salée du Hodna au Centre.
- les steppes orientales à l'Est du Hodna, qui sont situées dans le Sud constantinois. Elles sont bordées par le massif des Aurès et des Nemencha.

Ses principales villes sont Sétif, Tiaret, Djelfa, Bordj Bou Arreridj, M'Sila et Oum El Bouaghi.

### Climat et végétation

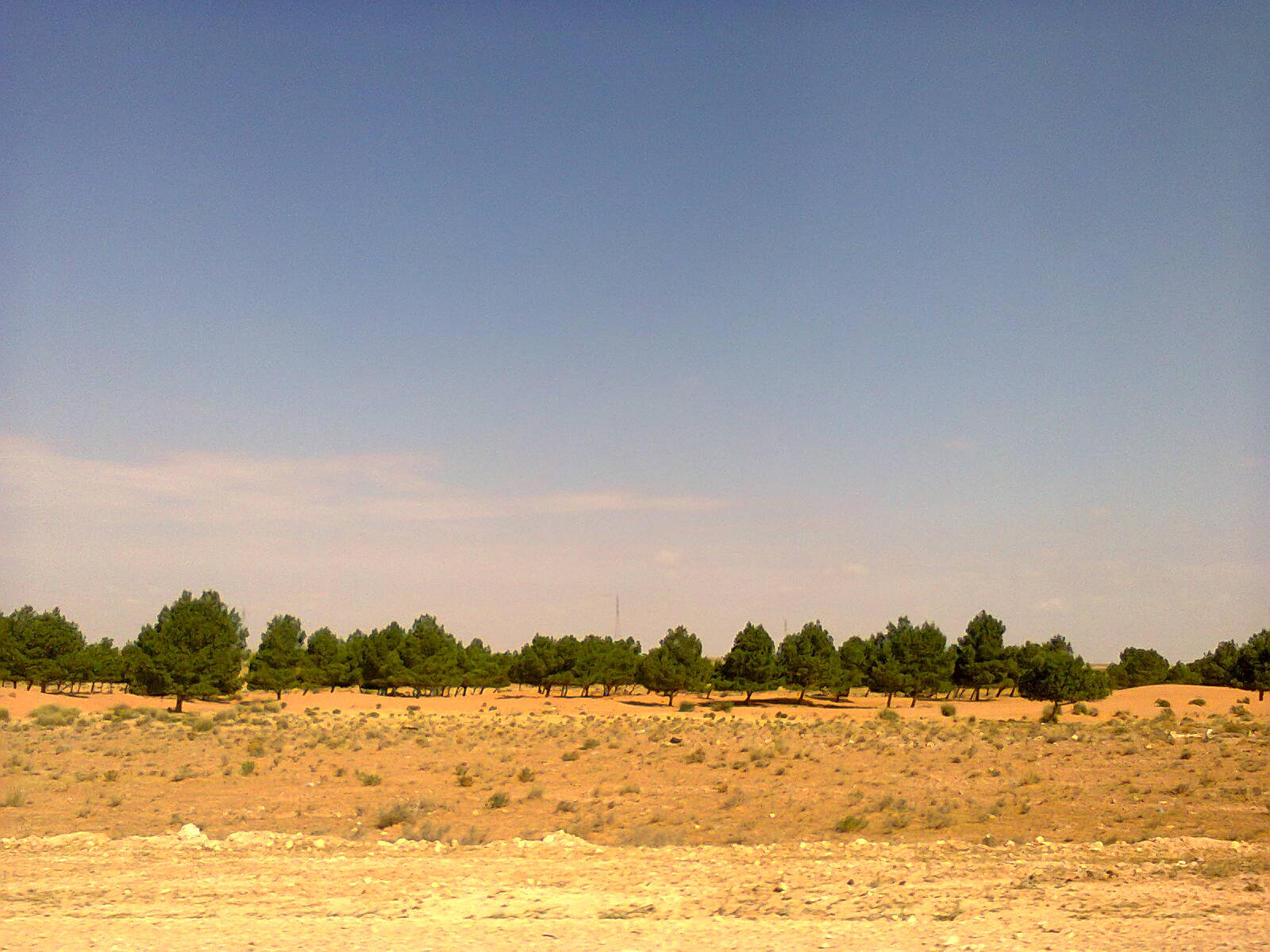
Reboisement dans la wilaya de Naama.

Le climat est aride et semi-aride, les précipitations ne dépassent pas les 400 mm et souvent les 300 mm. Derrière l'abri de l'Atlas tellien, les précipitations diminuent assez sensiblement. Elles deviennent de plus en plus irrégulières et faibles vers le sud. L'altitude et la continentalité augmentent les contrastes de températures entre le jour et la nuit. Les étés sont généralement arides et les hivers rigoureux. À l'est, dans le Constantinois, les  hautes-plaines sont plus humides, alors que la sécheresse est accentuée dans la partie occidentale.
La végétation est de type steppique, composée de plantes basses qui couvrent mal le sol et qui sont adaptées à la sécheresse : armoise, alfa. Les bas versants de l'Atlas saharien sont steppiques ou broussailleux ou portent des forêts claires de chênes verts et de pins d'Alep.
Les Hauts Plateaux constituaient dans le passé une aire de nomadisme pastoral ou de semi-nomadisme, éventuellement en quelques points favorables une zone de céréaliculture.

## Écologie

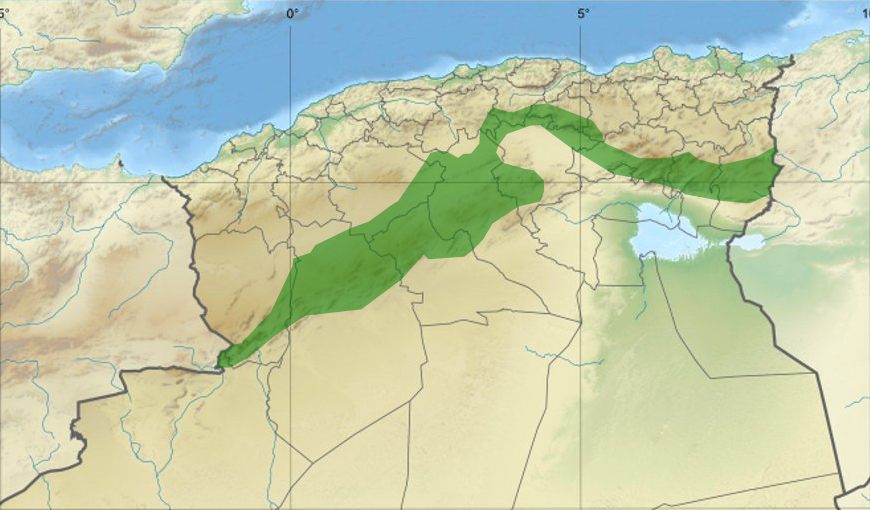
La ceinture du Barrage vert.

Sur le plan écologique, les régions steppiques constituent un tampon entre le Tell algérien et le Sahara algérien dont elles limitent les influences climatiques négatives sur la première.
La partie occidentale connaît une dégradation du couvert végétal qui tend à se propager dans toute la région. Cette dégradation engendre automatiquement la désertification. Les travaux des différents chercheurs indiquent que l’origine de la désertisation de la steppe n'est pas le fait unique du climat. Ce phénomène a démarré durant le début du XXe siècle, pendant la colonisation française et s'est renforcé après l'indépendance du pays par les actions menées par l’État dans un souci d'homogénéisation et d'encadrement de tous les espaces du pays.
De nombreux programmes de lutte contre la désertification ont été lancés  à différentes périodes. En effet depuis 1962, des actions ont été entreprises par les autorités telles que « le Barrage vert », les mises en place de coopératives pastorales, la promulgation du Code pastoral, des programmes de  mises en valeur  des terres. Ces politiques n'ont donné que peu de résultats probants en raison de l'incapacité de l'administration à faire participer les pasteurs et les agro-pasteurs. Le Haut Commissariat au Développement de la Steppe (HCDS) est une institution publique créée en 1983, elle est chargée de mettre en place une politique de développement intégré sur la steppe.

## Administration

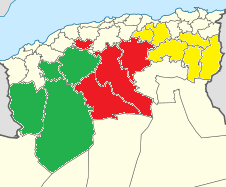
Les wilayas des Hauts-Plateaux par espace régional.

Sur le plan administratif, l'ensemble territorial des Hauts Plateaux est constitué en 14 wilayas sur le total de 58 wilayas algériennes, réparties à travers trois espaces (Hauts Plateaux-Ouest, Hauts Plateaux-Centre, Hauts Plateaux-Est) :
- l'Est : ce territoire est constitué par les wilayas de Bordj Bou Arreridj, Sétif, Oum El Bouaghi, Batna, Khenchela et Tébessa
- le Centre : ce territoire est constitué par les wilayas de Djelfa, Laghouat, M’Sila et Tissemsilt ;
- l'Ouest : ce territoire est constitué par les wilayas de Tiaret, Saida, Naâma et El Bayadh.

En 2019, le gouvernement a annoncé la création de 44 nouvelles wilayas déléguées situées principalement dans cet espace.

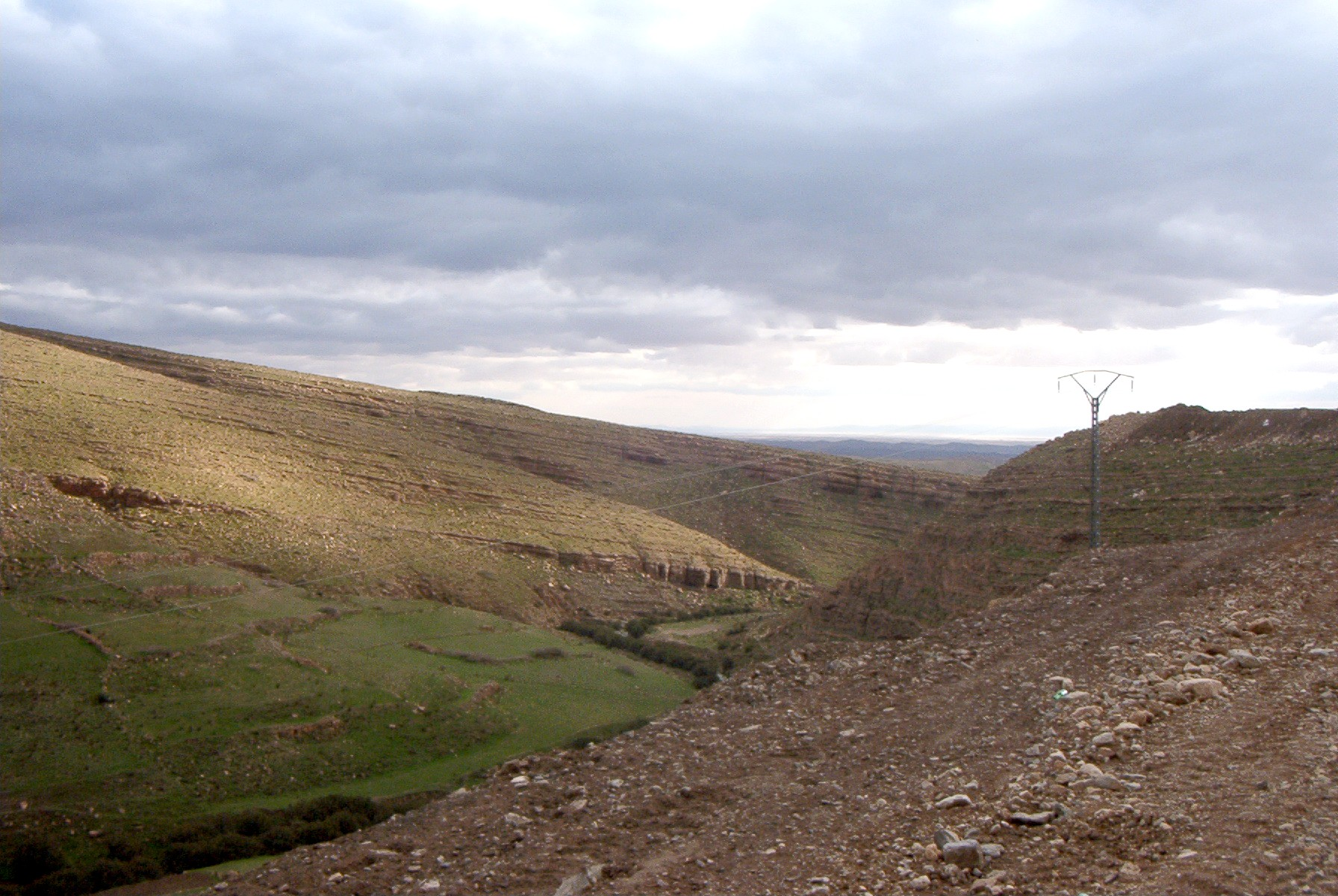
Paysage de la Hodna.

## Démographie
Les Hauts Plateaux connaissent une augmentation de son poids démographique pour diverses raisons telles que l'importance apportée à cet espace dans la politique nationale algérienne d’aménagement du territoire. Ils enregistrent en 2008, un poids démographique de 27,3 % contre 26,5 % en 1998. Les taux de croissance démographique enregistrés sont relativement plus élevés que la moyenne nationale (1,6 %) : ils se situent à 3,8 % pour la région Centre, 1,95 % pour la région Ouest et 1,51 % pour la région Est.
La densité de population est faible (15 hab/km2), surtout à l'ouest (4 hab/km2). L'ensemble connaît une urbanisation rapide. De 18 % en 1966, le taux d'urbanisation grimpe à 59 % en 1993.
La population est composée essentiellement de pasteurs-éleveurs, anciennement nomades pour la plupart, avec une forte tendance à la sédentarisation aujourd'hui. Aujourd'hui, les nomades ne représentent que 5 % de la population steppique.